# ヒロホンダ
ヒロ ホンダ（1985年8月10日 - ）は、主に米国で活動する俳優。米国では、Hiro Honda。本名：本多 貴大（ほんだ たかひろ）。東京都中央区生まれ江戸川区育ち。2017年から2018年までオフィス北野と業務提携。現在、米・ニューヨークで活動中。

## 来歴
2011年、米・ロサンゼルスに単身渡米、Joanne Baron / D. W. Brown Studioにてマイズナーテクニックを学び、2014年米・ニューヨークに移り、俳優としてのキャリアをスタート。様々なインディペンデント映画、Web、舞台などに出演。
2015年、日本で活動を開始。2023年、米・ニューヨークに戻る。

## 人物
特技は英語、サッカー。
趣味は音楽鑑賞、スプレーペイント、絵を描く事、映画鑑賞、カフェ・バー巡り、キックボクシング。

## 出演

### テレビ
- ビートたけしの親切な人が5千万円貸してくれないかTV（2013年 TBS）
- Hours after Midnight（2014年 BRIC）
- KwaiianTV くらびぃー（2015年 スカパー!プレミアムサービス）
- 別れたら好きな人 第32話（2015年 フジテレビ）
- マネーの天使 第6話（2016年 日本テレビ）
- プリンセスから皇后へ～雅子さま物語～（2019年 フジテレビ）

### 映画
- Mr. Landlord（2014年 監督：Waley Wang）
- Young Boy（2014年 監督：Sun Park）主演
- Where's Your Boyfriend（2015年 監督：Jessicya Materano）
- Two Faces of Love（2015年 監督：Zooey Park）主演
- Screenbreaker（2015年 監督：Jay Choi）Golden Door International Film Festival 2016 オフィシャルセレクション
- Ace the Case（2016年 監督：Kevin Kaufman）
- 現地(にいない)特派員 (原題: Special Correspondents) (2016年 監督：リッキー・ジャーヴェイス)

- あやしい彼女（2016年 監督：水田伸生）
- The Nearest Human Being（2017年 監督：Marco Coppola）

- Toxic Tutu （2017年 監督：Joe Nardelli）SHOCK STOCK 2017 オフィシャルセレクション
- アウトレイジ 最終章（2017年 監督：北野武）
- The Shitty Day (2018年 脚本・監督：ヒロホンダ) - 主演 Canada Shorts Film Festival 2018 Merit Award受賞
- The Hair (2019年 脚本・監督：ヒロホンダ) New Wave Short Film Festival (ドイツ・ミュンヘン) オフィシャルセレクション
- 渋谷行進曲 (2020年 監督：秋山純)
- ROOM 109 (2020年 監督：秋山純) 主演

### Web
- White Squad Racial Prejudice（2015年 MTV’s Look Different）
- Doki Doki Nihongo（2015年 ICI Japon）
- 火花 第8話 （2015年 Netflix）
- City of Mercy（2015年 Sidewalk Prophecy Film）
- Banker Madness（2016年 Flagrant Productions）
- The Six Cases (ザ・シックスケース) (2018年〜2021年 Red Soul Babies) - 脚本・監督・主演

### 舞台
- It's a Miracle Aunt Agnus （2014年 演出：Victor Rodriguez）主演
- The Honest Crime （2014年 演出：Evangelos Arabatzis）主演
- Measure for Measure （2015年 監修 Hudson Warehouse）
- 井上カツトのBarでのおもてなし (2016年 演出：谷健二) 主演
- The Meeting (2016年 脚本・演出：ラッセル・トッテン) 主演
- The Whole Shebang (2017年 演出：ラッセル・トッテン) 主演
- Jaco Fes 2019 冬 (2019年 演出: 西尾幡豆 総合プロデュース: 秋山純)

### コマーシャル
- Kentucky Derby FanDuel “Sportsbook Draft”（2023年）
- Squarespace: Hello Down There（2024年 監督：マーティンスコセッシ）

### ラジオ
- eklektika WECI FM 91.5 (米・インディアナ州リッチモンド公共ラジオ) ゲスト 放送日 2018年1月31日

### 記事
- 週刊新潮 2017年11月16日号 マイオンリー
- 週刊実話 2017年11月30日号 ヒロホンダ独占インタビュー
- ビジネスジャーナル ⁄ Business Journal 2018年1月4日
- オリコンニュース 2020年11月16日
- テレ朝芸能ニュース 2020年11月17日
- Fullshot Cine Mag

### ミュージックビデオ
- Anamanaguchi -「 Pop It (feat. meesh彡☆) 」（2014年）

## 監督作品

### 映画
- A Christmas Story - Santa Claus -（2017年）
- The Nasty Environment（2017年）
- The Shitty Day (2018年) Canada Shorts Film Festival 2018 Merit Award受賞
- The Hair (2019年)

### WEB
- The Six Cases (2018年〜2021年) 最優秀ウェブシリーズ - Fullshot Cine Fest, Paris International Short Festival, Vienna Indie Short Film Festival, Hong Kong Indie Film Festival　特別賞 - New York Tri-State International Film Festival, Paris Film Awards